# 長野翼
長野 翼（ながの つばさ、1981年3月16日 - ）は、元フジテレビの女性アナウンサー。夫は、元プロ野球選手の内川聖一。

## 来歴
愛媛県今治市（旧・越智郡関前村）の岡村島出身。関前村立岡村小学校（現・今治市立岡村小学校）、関前村立関前中学校（現・今治市立関前中学校）、愛媛県立今治西高等学校、早稲田大学第一文学部卒業。

### 学生時代
小学校4年頃から学校の放送委員を担当する。村内放送や、村民運動会では進行・実況をした。
高校は郷里から非常に離れていたため、親元を離れ1人暮らしを送っていた。
アナウンサーに憧れていたので、周りに薦められてマスコミへの就職者数が多い早稲田大学へ進学した。大学時代にはアナウンス研究会に所属。フジテレビのアナウンススクールにも通っていた。

### フジテレビに入社
2003年入社。同期のアナウンサーは石本沙織・戸部洋子・田中大貴。入社直後から『FNNスーパーニュース』でリポートを担当。
一方で新人時代、報道と並行して競馬番組担当も希望。2年目となった2004年4月から『あしたのG』を番組終了まで担当。そのまま後番組の『うまッチ!』にも出演し、BSフジで放送していた『競馬大王』と後継の『BSフジ競馬中継』でも進行役を務めた。『うまっチ!』と『スーパー競馬』を掛け持ちしていた若槻千夏の病欠中（2006年11月5日〜12月10日）に『スーパー競馬』担当に移り、2007年1月から正式に司会となった。なお、『うまっチ!』の後番組『うまなで〜UMA to NADESHIKO〜』には1度ゲスト出演しただけである。
2007年4月8日からは、『報道2001（現：新報道2001）』に黒岩祐治のアシスタントMCとして登板。それ以降の約半年間、朝は報道、昼は競馬というスケジュールをこなしていた。夏のローカル競馬開催期間中には、『2001』生放送終了後に福島競馬場や新潟競馬場へ直行し、『スーパー競馬』の放送に臨むというハードスケジュールだった。10月1日から2011年3月25日まで『スーパーニュース』のサブキャスターとして登板。
『スーパーニュース』のサブ昇格後、日曜日の『スーパー競馬』も継続して司会を担当していたため、週6日の生放送担当というシフトスケジュールをこなしていた。しかし、2007年12月23日を以て『スーパー競馬』が番組終了となったため、競馬担当から外れ、翌2008年1月からは『スーパーニュース』一本を担当。
2009年4月4日・4月5日は、北朝鮮の弾道ミサイル発射関連のFNN報道特別番組のキャスターを担当。
2009年10月5日、当時プロ野球横浜ベイスターズに在籍していた内野手・内川聖一との真剣交際が明らかになった。年が明けて2010年1月13日に婚約発表を行い、3月24日に結婚。しかし夫がその年の暮れにFA権を行使して福岡ソフトバンクホークスに移籍したことから、別居（夫は単身赴任）するのかそれともフジテレビを辞めて福岡へ移り住むのか、去就が注目されていた。
2010年12月11日、夫が大分市内で第１回「内川聖一杯　大分市学童軟式野球チャンピオン大会」を開催。長野は場内アナウンスを務めた。
東京・表参道の「南青山サンタキアラ教会」で挙式した2010年12月18日、年度末の2011年3月いっぱいでフジテレビを退社することを発表。
退社間近の2011年3月11日に東北地方太平洋沖地震（東日本大震災）が発生。長野も報道特別番組に駆り出され、3月12日に出演予定だったフジテレビONE『フジアナスタジオ まる生2011』は放送中止となる。そして、3月25日の『スーパーニュース』最後の出演でも大震災、さらには緊迫した状態が続く福島第一原子力発電所の状況を放送時間の大半に割き、とうとう視聴者へのお別れの挨拶ができないまま出演を終了した。

### フジテレビ退職後
夫が所属するチームの本拠地である福岡に居を移して、自らは表に出ず夫のサポートに専念していた。2011年10月1日のパシフィック・リーグ優勝を決めた対埼玉西武ライオンズ戦の際には西武ドームで試合を観戦していた。
2012年1月11日に、内川聖一から妊娠5か月で同年6月に第1子誕生予定であることが発表された。6月5日に長女（体重3,956g）を出産した。
2016年7月20日に第二子となる長男を出産。
2019年2月13日、第三子となる次男を出産。その後第四子の男児を出産。
2022年10月3日、夫が在籍していた東京ヤクルトスワローズでの引退セレモニーでは、子供4人と共に見守った。

## 人物
- 父親がバードウォッチング好きで、翼と名付けられた。子供の頃は父親のバードウォッチングで全国各地に連れられていたが、本人はそれが嫌だったという。妹や2人の弟もすべて鳥に関する名前である。
- 夫の弟・洋平の妻は自身と同じアナウンサーの後藤なぎさ。ただし、所属局の系列が違う(後藤の元所属局はTBS系列)ので仕事上での直接の関わりがあったかは不明。
- 犬（チワワ）を飼っており、そのうちメスの「ハッサク」（八朔）は現役アナウンサー時代にはニュースリポートにも度々登場させていた。現在はオスの「レンジ」と2匹[13]。

### 性格
- 素直でまじめなところ[1]。
- 喜怒哀楽が激しい方だと自己分析している[1]。

### 好きなもの
- 焼肉[3]、お好み焼き（広島）[3]

### 苦手なもの
- パクチー、タマネギ（溶けたものなら可）、らっきょう、コンビニのおにぎり、ピクルス、マスタード[3]

### 交友関係
- 2004年、同期の石本沙織と戸部洋子とともに、リアリー?マドリッドに参加していた。
- 西日本スポーツは2011年1月7日付紙面で、福岡で活動する場合系列のテレビ西日本（TNC）が何らかの形で受け皿となるべく、オファーを出していたと報じた[14]。なお、馬原孝浩と結婚した畑野優理子（元TNC）とはアナウンサーとしても同期で、同系列・大学も同じという繋がりから面識があった[15]。

## エピソード
- 育った岡村島は、瀬戸内海に浮かぶ広島県との県境の島で、呉市（大崎下島）と隣接し、現在は安芸灘諸島連絡架橋によって本土・本州の広島県と陸続きとなっており、呉市まで60分、広島市内にも車で90分程度の場所である。四国・愛媛県側とは陸続きになっておらず、今治市中心部までもフェリーで1時間程度かかる。（今治 - 松山間はさらに45分程度）
- 初めて電車に乗ったのが中学生の時[3]。
- 少女時代に『翼をください』の替え歌でからかわれ、同曲が嫌いだった。
- アナウンサー時代、各種インタビューで元々民放よりもNHK志望だったことを明かしている。理由のひとつに民放のアイドル的アナウンサーは嫌だったからという[1]。実際、入社試験で当時の村上光一社長から「入社したら何の番組をやりたいかね?」と聞かれると「報道です」と答えた。
- 全アナウンサー参加番組『晴れたらイイねッ!Let'sコミミ隊』での初登場回は、地元と実家でのロケであった（2004年1月25日放送）。
- 『FOOTBALL CX』には元々ナレーションやコーナー担当として出演していたが、ナレーションをジョン・カビラと青嶋達也が担当するようになると、中野アナとともに「HAPPY BIRTHDAY」のコーナーを担当するようになった。当初、サポート的な位置だったが、後にほとんどの役割を担当した。
- 思い出の馬はテイエムオペラオーであり、大学生時代に競馬を見るきっかけを作った馬だった。
- 未来の報道エースとして期待されつつの退社だったため、当時の豊田皓社長からは「系列局のテレビ西日本の番組に出るように頼んでも、無理だという。でも、長野君の決断を尊重します」と結婚退職を惜しまれた。
- 『スーパーニュース』では長野の後任について人選が難航。2011年3月時点でフィールドキャスターを務める後輩の大島由香里・椿原慶子両アナウンサーが隔週交代でサブキャスターを務める事が決定し、長野の降板に合わせて須田哲夫・吉崎典子・境鶴丸の各アナウンサーも同番組を降板した（その後も週をよって、不定期で出演する場合もあった）。

## 過去の出演番組
- FNNスーパーニュース
  - フィールドキャスター（2003年10月1日〜2007年9月28日）
  - サブキャスター代行（西山産休時 日付不明）
  - サブキャスター（2007年10月1日〜2011年3月25日）
- FNS27時間テレビ・FNS27時間テレビ みんなのうた2003（第17回の提供読み。女性アナウンサーでは14人目のアンカーマンとなった）
- フジテレビvs.LF 局アナリクエスト合戦（2005年4月16日、ニッポン放送）
- ミッドナイトアートシアター（支配人）
- うまッチ!
- 競馬大王→BSフジ競馬中継（BSフジ独自放送時）
- プレミアムステージ
- FOOTBALL CX
- 報道2001（2007年4月〜9月）
- スーパー競馬（代理司会：2006年11〜12月、司会：2007年1月〜12月）
- UEFAチャンピオンズリーグ・マガジン （2009年3月29日） - ナレーション
- FNN報道特別番組（北朝鮮の長距離弾道ミサイル発射関連、2009年4月4日・4月5日）
- ニュースJAPAN - 滝川クリステル・秋元優里の休暇などによる不在時に出演
- アナ★バン!（『絵本を作ろう』 2010年5月9日深夜） - 高島彩（2010年12月退社）・遠藤玲子・生野陽子と共に出演
- BBコンプレックス
- 教えてMr.ニュース 池上彰のそうなんだニッポン（2010年9月28日）生放送で北朝鮮の後継者氏名関する報道センターからの報告
- アサデス。九州・山口（九州朝日放送、2011年11月28日「主婦の鷹」のコーナーでVTRゲスト出演）